# Municipio de Huntersville
El municipio de Huntersville (en inglés: Huntersville Township) es un municipio ubicado en el condado de Wadena en el estado estadounidense de Minnesota. En el año 2010 tenía una población de 119 habitantes y una densidad poblacional de 1,28 personas por km².

## Geografía
El municipio de Huntersville se encuentra ubicado en las coordenadas 46°45′34″N 94°50′26″O / 46.75944, -94.84056. Según la Oficina del Censo de los Estados Unidos, el municipio tiene una superficie total de 92,91 km², de la cual 90,8 km² corresponden a tierra firme y (2,27 %) 2,11 km² es agua.

## Demografía
Según el censo de 2010, había 119 personas residiendo en el municipio de Huntersville. La densidad de población era de 1,28 hab./km². De los 119 habitantes, el municipio de Huntersville estaba compuesto por el 97,48 % blancos y el 2,52 % eran de una mezcla de razas. No había hispanos.